# Rozetkowate

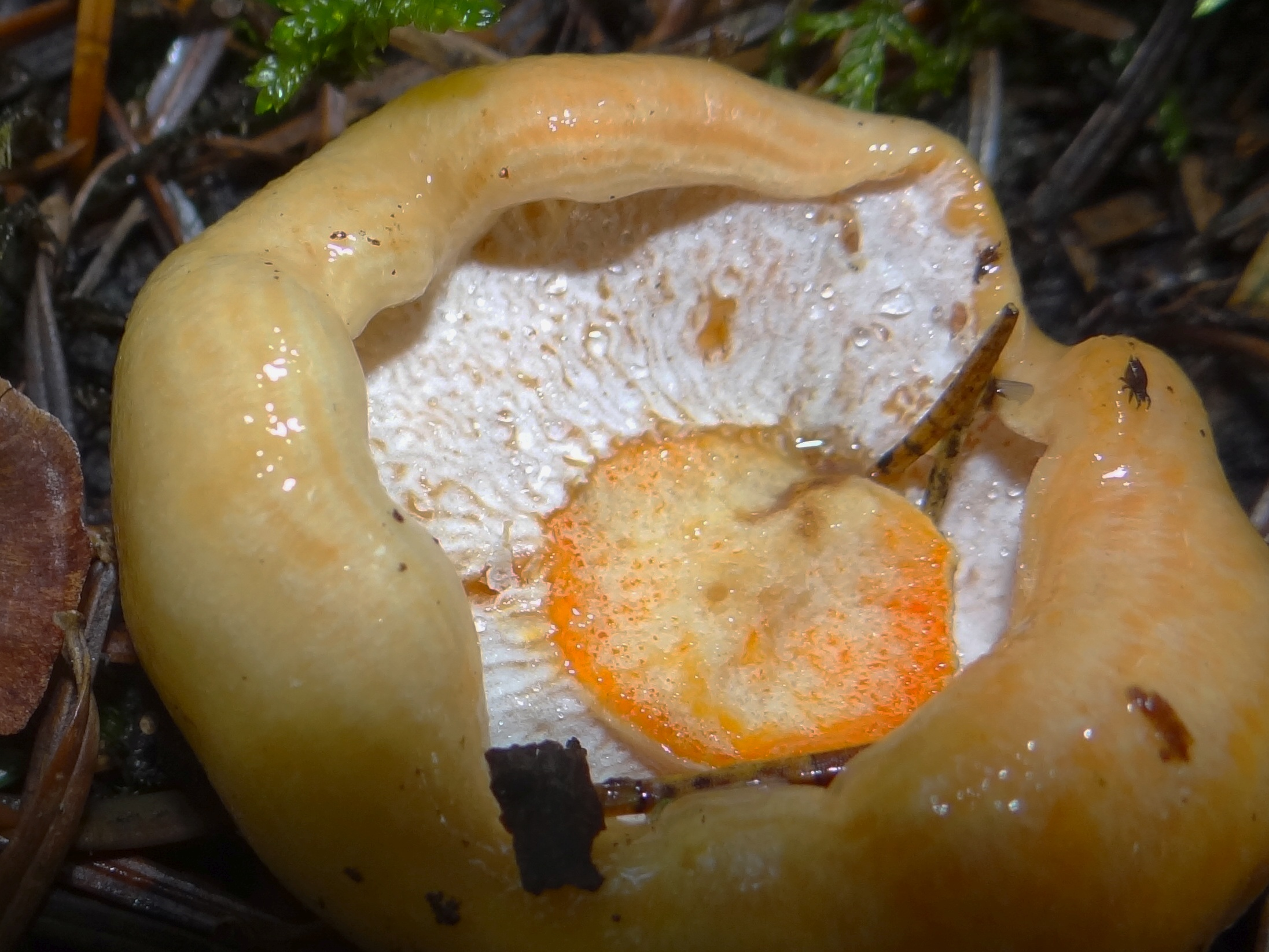
Hypomyces lateritius na blaszkach mleczaja świerkowego

Rozetkowate (Hypocreaceae De Not.) – rodzina grzybów z rzędu rozetkowców (Hypocreales).

## Charakterystyka
Należące do Hypocreaceae gatunki to saprotrofy żyjące na grzybach, martwych roślinach i resztkach roślinnych. Liczne gatunki znane są tylko w postaci anamorf, które łatwo można hodować w laboratorium na pożywkach. Jaskrawo ubarwione teleomorfy pojawiają się rzadko.
Wytwarzają jasne i mięsiste podkładki, czasami tylko o poduszeczkowatym kształcie, zwykle rozpostarte i rozpierzchłe. Tworzą się w nich elipsoidalne lub gruszkowate owocniki z ujściem na krótkiej szyjce. W ujściu tym często występują peryfizy. Worki cienkościenne, cylindryczne lub maczugowate z nieamyloidalnym pierścieniem apikalnym na dzióbkowatym wierzchołku. W workach wcześnie zanikające wstawki. Askospory szkliste lub zielonkawe, dwukomórkowe, ale często rozpadające się na pojedyncze komórki. Powierzchnia askospor czasami urzeźbiona.
W Polsce najczęściej występują przedstawiciele rodzajów Hypocrea i Hypomyces.

## Systematyka
Pozycja w klasyfikacji według Index FungorumHypocreales, Hypocreomycetidae, Sordariomycetes, Pezizomycotina, Ascomycota, Fungi.
Rodzaje
Według aktualizowanej klasyfikacji Index Fungorum bazującej na Dictionary of the Fungi do rodziny tej należą rodzaje:
- Acrostalagmus Corda 1838
- Arachnocrea Z. Moravec 1956
- Arnoldiomyces Morgan-Jones 1980
- Dialhypocrea Speg. 1919
- Escovopsioides H.C. Evans & J.O. Augustin 2012
- Hypocreopsis P. Karst. 1873
- Hypomyces (Fr.) Tul. & C. Tul. 1860
- Kiflimonium Summerb., J.A. Scott, Guarro & Crous 2018
- Lichenobarya Etayo, Diederich & Lawrey 2015
- Luteomyces Q.V. Montoya & A. Rodrigues 2021
- Mycogone Link 1809
- Protocrea Petch 1937
- Pyrenium Raf. 1815
- Rogersonia Samuels & Lodge 1996
- Saksenamyces A.N. Rai & P.N. Singh 2018
- Sarawakus Lloyd 1924
- Sphaerostilbella (Henn.) Sacc. & D. Sacc. 1905
- Sibirina G.R.W. Arnold 1970
- Sphaerostilbella (Henn.) Sacc. & D. Sacc. 1905
- Sporophagomyces K. Põldmaa & Samuels 1999
- Stephanoma Wallr. 1833
- Sympodiorosea Q.V. Montoya & A. Rodrigues 2021
- Syspastospora P.F. Cannon & D. Hawksw. 1982
- Trichoderma Pers. 1794[2].